# Reichshofkanzlei

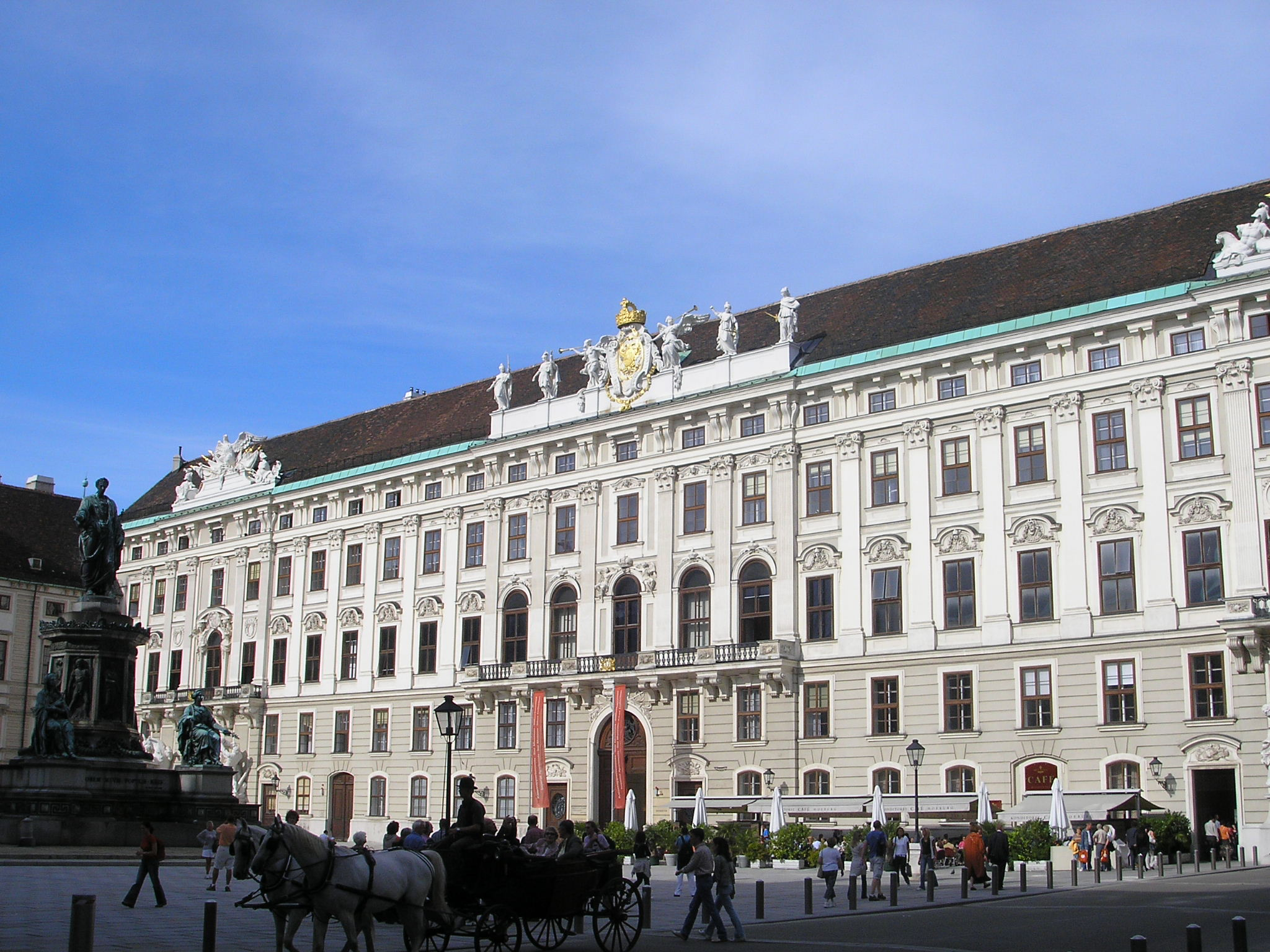
Il palazzo della cancelleria imperiale presso la Hofburg di Vienna

La Reichshofkanzlei o Arcicancelleria del Sacro Romano Impero fu la cancelleria del Sacro Romano Impero a partire dal 1559 quando venne ufficializzata come organo di stato. Sulla base di antichi privilegi, il titolo di Arcicancelliere dell'Impero spettava nominalmente all'arcivescovo di Magonza in carica, ma de facto il potere di gestione si trovava nelle mani del vice cancelliere che spesso era un rappresentante scelto direttamente dalla corte di Vienna.

## Sviluppo della Cancelleria imperiale
Ancora nel medioevo persisteva la figura della cancelleria imperiale che già era stata costituita all'epoca dell'Impero Romano e che dopo la caduta di quest'ultimo aveva formato delle proprie filiazioni negli stati che si erano susseguiti ai domini di Roma. Nonostante l'evidente calo di cultura e civilizzazione che investì soprattutto la Germania sotto i regno barbarici, testimonianze scritte e la documentazione di corrispondenza si dimostravano ancora indispensabili per la corretta amministrazione dello stato. All'epoca dei re Franchi, questi si servirono di funzionari di cancelleria, prevalentemente chierici dal momento che solo questi avevano ancora le competenze di alfabetizzazione necessarie per l'amministrazione, e la situazione rimase immutata sino al tardo medioevo.
Durante il periodo altomedievale, la cancelleria imperiale era sottoposta al cappellano di corte, mentre a partire dal 965 la presidenza venne concessa all'arcivescovo di Magonza, il quale dall'XI secolo ottenne anche il titolo onorifico di Arcicancelliere imperiale. A quest'epoca però non si poteva parlare di una vera e propria istituzione di stato, ma piuttosto di un archivio e un ufficio di corrispondenza che veniva periodicamente soppresso ed istituito a seconda delle esigenze, dimostrando carenze in questo campo al contrario di quanto andava consolidandosi nel medesimo periodo in Inghilterra ed in Francia. Nel medesimo periodo vennero creati altri due incarichi dipendenti dall'arcicancelliere del Sacro Romano Impero, ovvero quello di Arcicancelliere per l'Italia (titolo che spettò per diritto all'arcivescovo di Colonia) e quello di Arcicancelliere di Borgogna (concesso all'arcivescovo di Treviri).
Nel XIII secolo questa istituzione poteva dirsi ormai completamente decaduta dalle sue funzioni e la Bolla d'oro del 1356 evidenzia chiaramente che lo stesso arcivescovo di Magonza era stato ormai relegato ad un mero ruolo onorifico come arcicancelliere. Dopo questa data, l'unico cancelliere che ebbe una qualche influenza anche nel campo dell'amministrazione dell'Impero, fu l'arcivescovo Bertold von Henneberg-Römhild che nel 1486 aveva assicurato l'elezione del nuovo imperatore Massimiliano I, motivo per cui si meritò la riconoscenza di questo, ma per breve tempo.

## La fondazione dell'Arcicancelleria Imperiale del 1559

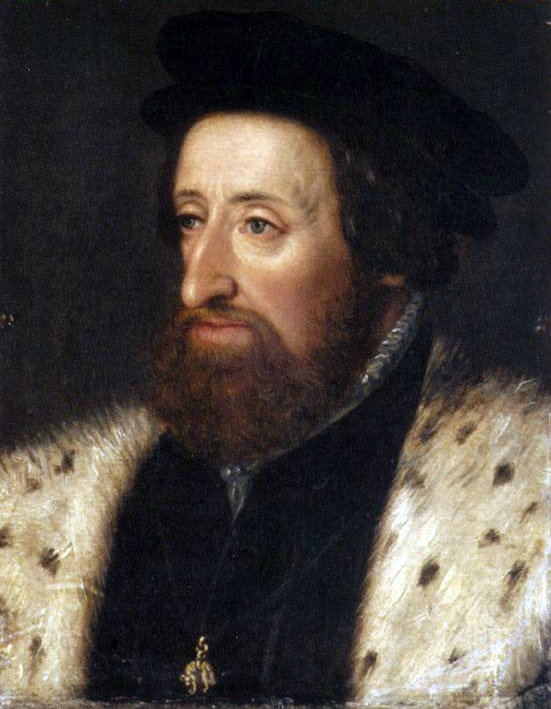
L'imperatore Ferdinando I del Sacro Romano Impero predispose nel 1559 la rifondazione di una moderna Arcicancelleria Imperiale che perdurò sino alla dissoluzione dell'Impero nel 1806

Fu l'imperatore Ferdinando I del Sacro Romano Impero a ritenere che, dopo la grandiosa espansione dei domini imperiali durante il governo di Carlo V, fosse necessario istituire ufficialmente un organo collegiale definibile come una vera e propria cancelleria. Nel 1559 il sovrano diede quindi il via alla fondazione dell'Arcicancelleria del Sacro Romano Impero con sede presso la corte di Vienna. Oltre al rilascio di certificati ed alla gestione della corrispondenza, l'ufficio continuava come nell'epoca medievale ad essere responsabile della conservazione e dell'uso del sigillo imperiale nonché del mantenimento e della gestione dell'Archivio Nazionale. La sede alla corte di Vienna, consentì largamente agli imperatori della casata degli Asburgo di influenzare da vicino il suo operato, nonché di spingere la cancelleria ad occuparsi sempre più degli affari di stato dell'Austria propriamente detta e sempre meno di quelli del Sacro Romano Impero. 
L'ingerenza degli imperatori si spinse col tempo addirittura oltre: dal XVI secolo, oltre alla figura meramente onorifica dell'arcicancelliere, i reggenti del Sacro Romano Impero si arrogarono il diritto di nominare un vice cancelliere che de facto deteneva il potere della cancelleria su loro esplicito mandato.
Gradatamente anche la cancelleria imperiale perse la propria influenza negli affari di stato e già sotto il governo di Giuseppe II alla fine del XVIII secolo, essa si era ridotta nuovamente ad un mero incarico onorifico e di ordinaria amministrazione. Con la dissoluzione del Sacro Romano Impero nel 1806, la cancelleria venne definitivamente soppressa e sostituita poi con la Cancelleria di stato austriaca di cui il primo rappresentante fu il noto statista Klemens von Metternich.

## Arcicancellieri del Sacro Romano Impero
- 1545-1555 Sebastian von Heusenstamm
- 1555-1582 Daniel Brendel von Homburg
- 1582-1601 Wolfgang von Dalberg
- 1601-1604 Johann Adam von Bicken
- 1604-1626 Johann Schweikhard von Kronberg
- 1626-1630 Georg Friedrich von Greiffenclau
- 1630-1647 Anselm Casimir Wambolt von Umstadt
- 1647-1673 Johann Philipp von Schönborn
- 1673-1675 Lothar Friedrich von Metternich-Burscheid
- 1675-1678 Damian Hartard von der Leyen
- 1679-1679 Karl Heinrich von Metternich-Winneburg
- 1679-1695 Anselm Franz von Ingelheim
- 1695-1729 Franz Lothar von Schönborn
- 1729-1732 Francesco Luigi del Palatinato-Neuburg
- 1732-1743 Philipp Karl von Eltz
- 1743-1763 Johann Friedrich Karl von Ostein
- 1763-1774 Emmerich Joseph von Breidbach zu Bürresheim
- 1775-1802 Friedrich Karl Josef von Erthal
- 1802-1803 Karl Theodor von Dalberg
- 1803-1806 Joseph Ludwig Colmar

## Vice Cancellieri del Sacro Romano Impero
- 1527–1531 Balthasar Merklin
- 1531–1541 Matthias von Held
- 1541–1547 Johann von Naves
- 1547–1558 Jakob von Jonas
- 1559–1563 Georg Sigmund Seld
- 1566–1570 Johann Ulrich Zasius
- 1577–1587 Siegmund Vieheuser
- 1587–1597 Jacob Kurz von Senftenau
- 1594–1597 Johann Wolfgang Freymann
- 1597–1606 Rudolf Coraduz von und zu Nußdorf
- 1606–1612 Leopold von Stralendorf
- 1612–1627 Hans Ludwig von Ulm
- 1627–1637 Peter Heinrich von Stralendorf
- 1637–1659 Ferdinand Sigismund Kurz von Senftenau
- 1660–1669 Wilderich von Walderdorff
- 1669–1694 Leopold Wilhelm von Königsegg-Rothenfels
- 1694–1695 Gottlieb Amadeus von Windisch-Graetz
- 1698–1705 Dominik Andreas I von Kaunitz
- 1705–1734 Friedrich Karl von Schönborn-Buchheim
- 1734–1740 Johann Adolf von Metsch
- 1740–1742 Rudolph Joseph von Colloredo-Waldsee
- 1742–1745 Johann Georg von Königsfeld
- 1745–1788 Rudolph Joseph von Colloredo-Waldsee
- 1789–1806 Franz de Paula Gundaker von Colloredo-Mansfeld